# Verné Lesche
Verné Lesche (ur. 11 października 1917 w Helsinkach, zm. 21 kwietnia 2002 w Kongsbergu) – fińska panczenistka, wielokrotna medalistka mistrzostw świata.

## Kariera
Pierwszy sukces w karierze Verné Lesche osiągnęła w 1934 roku, kiedy zdobyła srebrny medal podczas nieoficjalnych mistrzostw świata w wieloboju w Oslo. Przegrała tam tylko z Undis Blikken z Norwegii, zajmując drugie miejsce we wszystkich biegach. Wynik ten powtórzyła na rozgrywanych dwa lata później mistrzostwach świata w wieloboju w Sztokholmie, gdzie uległa tylko Laili Schou Nilsen. Została tym samym pierwszą zawodniczką z Finlandii, która zdobyła medal na oficjalnych mistrzostwach świata oraz jedną z czterech, które zdobywały medale zarówno na edycjach oficjalnych, jak i nieoficjalnych. Lesche wygrała tam biegi na 1500 i 5000 m, była druga na 1000 i czwarta na 500 m. Podczas mistrzostw świata w Davos w 1937 roku na wszystkich dystansach kolejność na podium była taka sama: najlepsza była Laila Schou Nilsen, druga jej rodaczka, Synnøve Lie, a trzecia Verné Lesche. Finka wygrała biegi na 3000 i 5000 m na mistrzostwach świata w Oslo w 1938 roku, jednak szóste miejsce na 1000 m i piąte na 500 m spowodowały, że wyprzedziła ją Schou Nilsen. Czwarty z rzędu medal zdobyła na mistrzostwach świata w Tampere w 1939 roku, gdzie była najlepsza. Wygrywała biegi na 1000, 1500 i 3000 m, a w biegu na 500 była trzecia, wyprzedzając swe rodaczki: Liisę Salmi i Laurę Tamminen. Została tym samym pierwszą fińską mistrzynią świata w łyżwiarstwie szybkim. Na imprezie tej startowały jednak tylko dwie zawodniczki spoza Finlandii, przy czym nie pojawiła się żadna Norweżka.
W czasie II wojny światowej kontynuowała starty w zawodach krajowych, zdobywając cztery tytuły mistrzowskie. Do startów międzynarodowych wróciła w 1947 roku, zwyciężając na mistrzostwach świata w wieloboju w Drammen. Były to pierwsze mistrzostwa świata zorganizowane po wojnie, Finka obroniła więc tytuł wywalczony w Tampere w 1939 roku. Finka była zdecydowanie najlepsza, wyprzedzając drugą w klasyfikacji Else Marie Christiansen z Norwegii o ponad 20 punktów. Jest to największa różnica między pierwszą a drugą zawodniczką w historii. Największą przewagę uzyskała w biegu na 5000 m, w którym wyprzedziła Maggi Kvestad o 1 minutę i 20 sekund. Był to jednak ostatni medal w jej karierze. Brała także udział w mistrzostwach świata w Turku w 1948 roku i rozgrywanych później mistrzostwach świata w Kongsbergu, zajmując odpowiednio szóste i piąte miejsce. Najlepsze rezultaty w tych latach osiągała na dystansie 5000 m, w obu przypadkach zwyciężając.
Do ciekawej sytuacji z udziałem Lesche doszło podczas mistrzostw Finlandii w 1948 roku. Wygrała tam bieg na 5000 m, a na pozostałych dystansach zajmowała drugie miejsce, uzyskując najlepszy wynik punktowy. Mimo to nie zdobyła złotego medalu, bowiem Eevi Huttunen wygrała trzy pozostałe biegi, a zgodnie z panującymi wtedy zasadami zwycięstwo na przynajmniej trzech dystansach automatycznie dawało zwycięstwo w wieloboju. Tym samym Lesche, która uzyskała najlepszy wynik punktowy, otrzymała tylko srebrny medal.
Łącznie dwanaście razy zdobywała tytuł mistrzyni Finlandii w wieloboju (1933-1939, 1941, 1943-1945). Ustanowiła też siedem rekordów świata, w tym trzy nieoficjalne.